# Сельберой
Сельберой, Сальбюри, Сальбури (чечен. Саьрбала) — развалины бывшего села в Чеберлоевском районе Чеченской республики.

## География
Расположено на северо-востоке от Шаро-Аргуна, на востоке от Хал-Килоя и на правом берегу реки Шароаргун.

## История
Сарбала покинутое село тайпа келой. По мнению А. Сулейманова, Сарбала являлась военным поселением, охранявшим дороги на восток в Дагестан и на юг — в Грузию.
Сельберой ранее входил состав Чеберлоевский район.